# Vestre Borggletsjer
De Vestre Borggletsjer is een gletsjer in de gemeente Sermersooq in het oosten van Groenland. Het is een van de gletsjers op de noordoostkust van het Geikieplateau die uitkomen op Kangertittivaq (Scoresby Sund). Richting het oosten ligt de Torvgletsjer en richting het noordwesten ligt de Solgletsjer.
De Vestre Borggletsjer heeft een lengte van meer dan twaalf kilometer en een breedte van 2500 meter.